# Ледоход

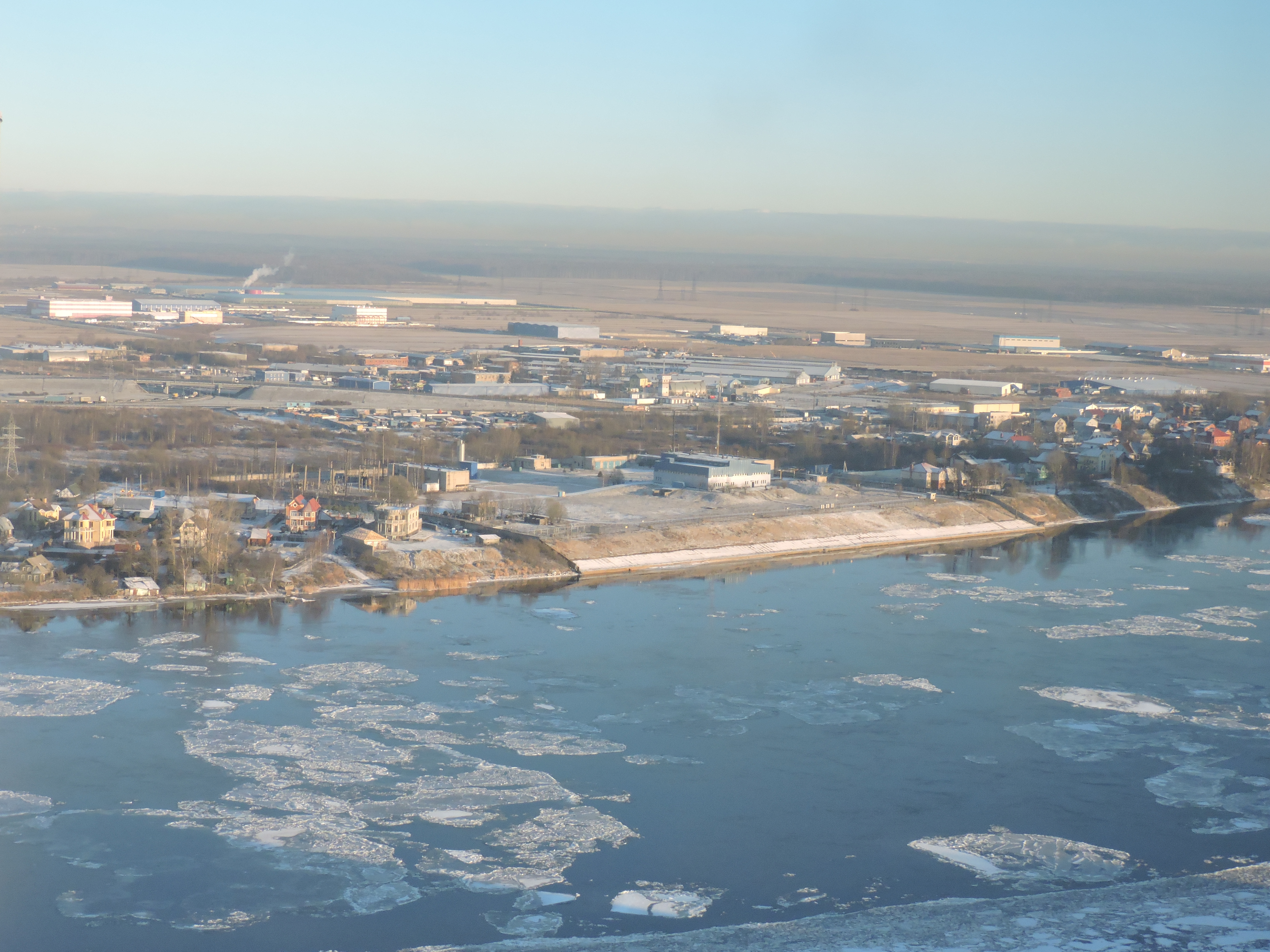
Ледоход на Неве (вид с 35-го этажа; 29 декабря 2015 года)

Ледохо́д — движение льдин и ледяных полей на реках и озёрах под действием течения или ветра.
В период замерзания обычен осенний ледоход, образовавшийся от смерзания ледяного сала, снежуры́ и шуги́ на малых и средних реках со слабым течением. Такие льдины образовываются из так называемого шугово́го льда (шуговых венков и ковров) и оторвавшихся за́берегов на больших реках.
Осенний ледоход и переход его в ледостав сопровождается зажорами. В период вскрытия наблюдается весенний ледоход, который образуется из обломков ледяного покрова, взламываемого силой течения.
На больших реках весенний ледоход, как правило, сопровождается заторами. На больших озёрах ледоход определяется дрейфом льда после вскрытия, вызываемым ветрами и волнениями зеркала водоёмов.

## Общая информация
Основной характеристикой, как отмечает Р. В. Донченко, является густота ледохода, то есть отношение площади льдин к площади водной поверхности. Произведение густоты ледохода на долю ширины реки, занятой льдом, называется коэффициентом ледохода. Этот показатель характеризует степень покрытия ледяными образованиями водной поверхности реки. Так, при однородном распределении льда по ширине реки этот коэффициент равен его густоте, которая оценивается в баллах по 11-балльной шкале. Нуль баллов — река полностью свободна от льдин, 11 баллов, соответственно, — река сплошь покрыта движущимся льдом.
На озёрах различаются три категории ледохода: редкий, при коэффициенте менее 0,3; средний — при коэффициенте до 0,6 и густой — при коэффициенте 0,7 и более.
Интенсивность и характер движения льда зависят от погодных условий, календарного времени замерзания или вскрытия, гидравлических характеристик водного потока и строения русла реки. Количество льда, проходящее через поперечное сечение потока, называется расходом льда. Эта величина используется гидрологами для расчётов стока льда за сутки и за весь период ледохода.
Продолжительность весеннего ледохода колеблется в зависимости от ландшафтно-климатических условий. Так, на реках районов с суровым континентальным климатом она может составлять не более недели, а более мягких климатических условиях ледоход может продолжаться несколько недель.
Различия в сроках весеннего ледохода на реках северных и южных районов Восточной Европы и Северной Америки достигает трёх месяцев, а на реках Западной и Восточной Сибири — 1,5—2 месяца.

## Галерея

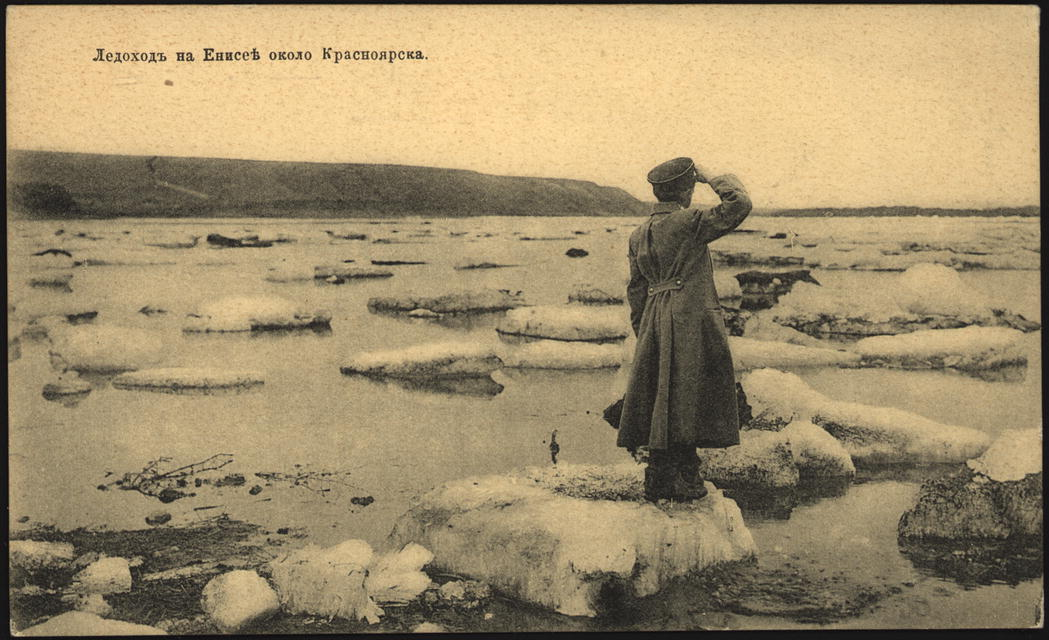
Ледоход на Енисее около Красноярска. Открытка 1904 года.
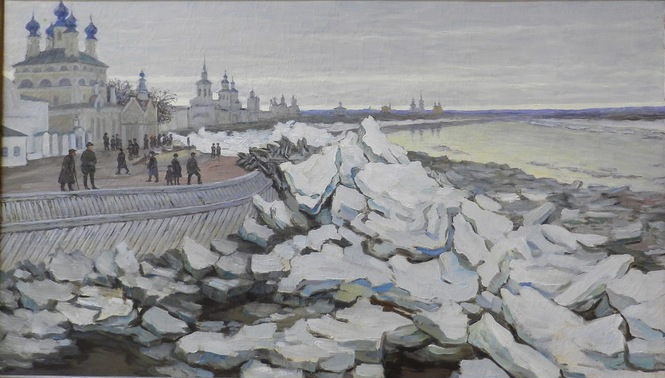
Н. Г. Бекряшев «Ледоход в Великом Устюге на реке Сухона» (1923)
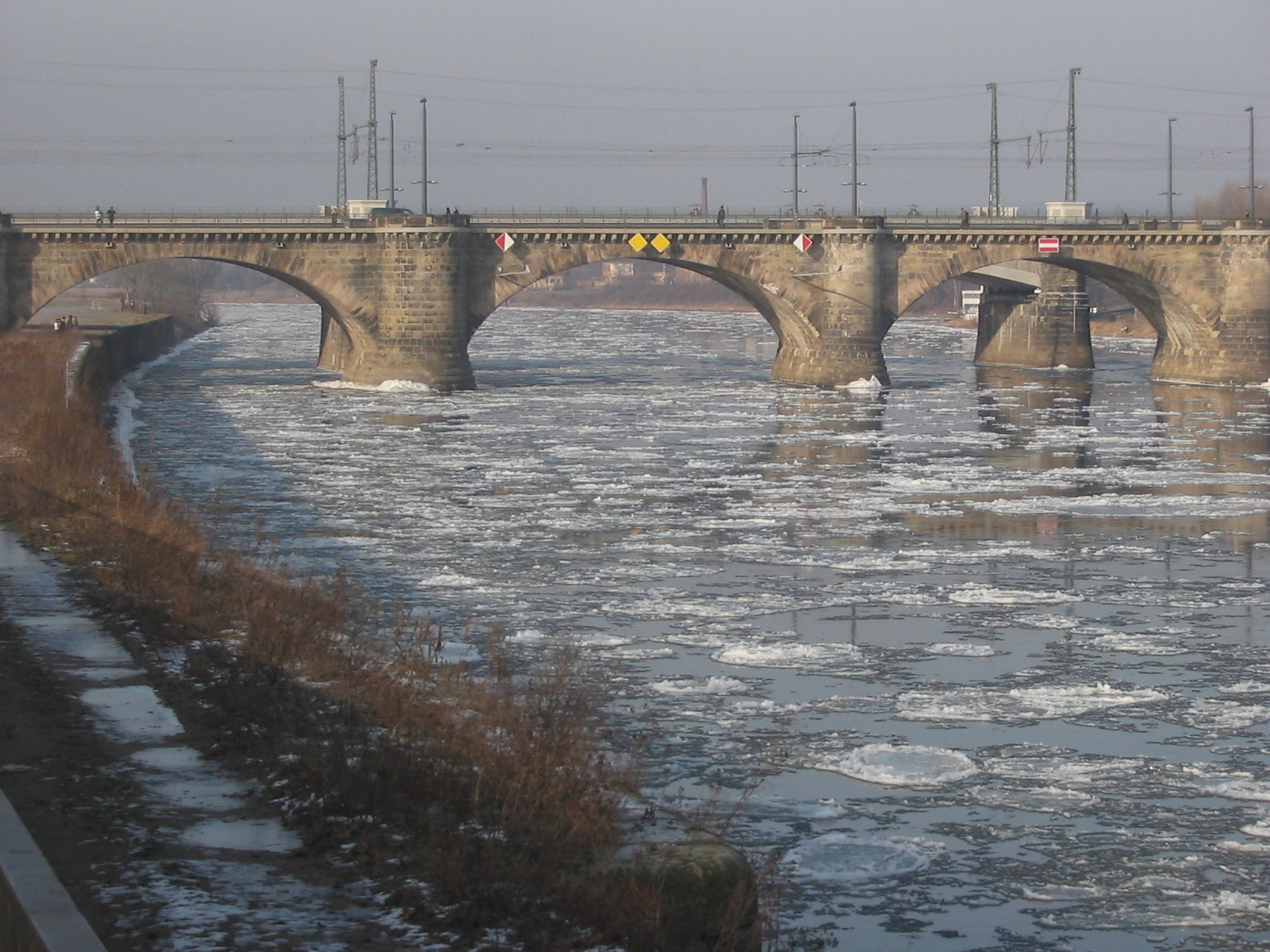
Ледоход на Эльбе, Дрезден, 2006 год.
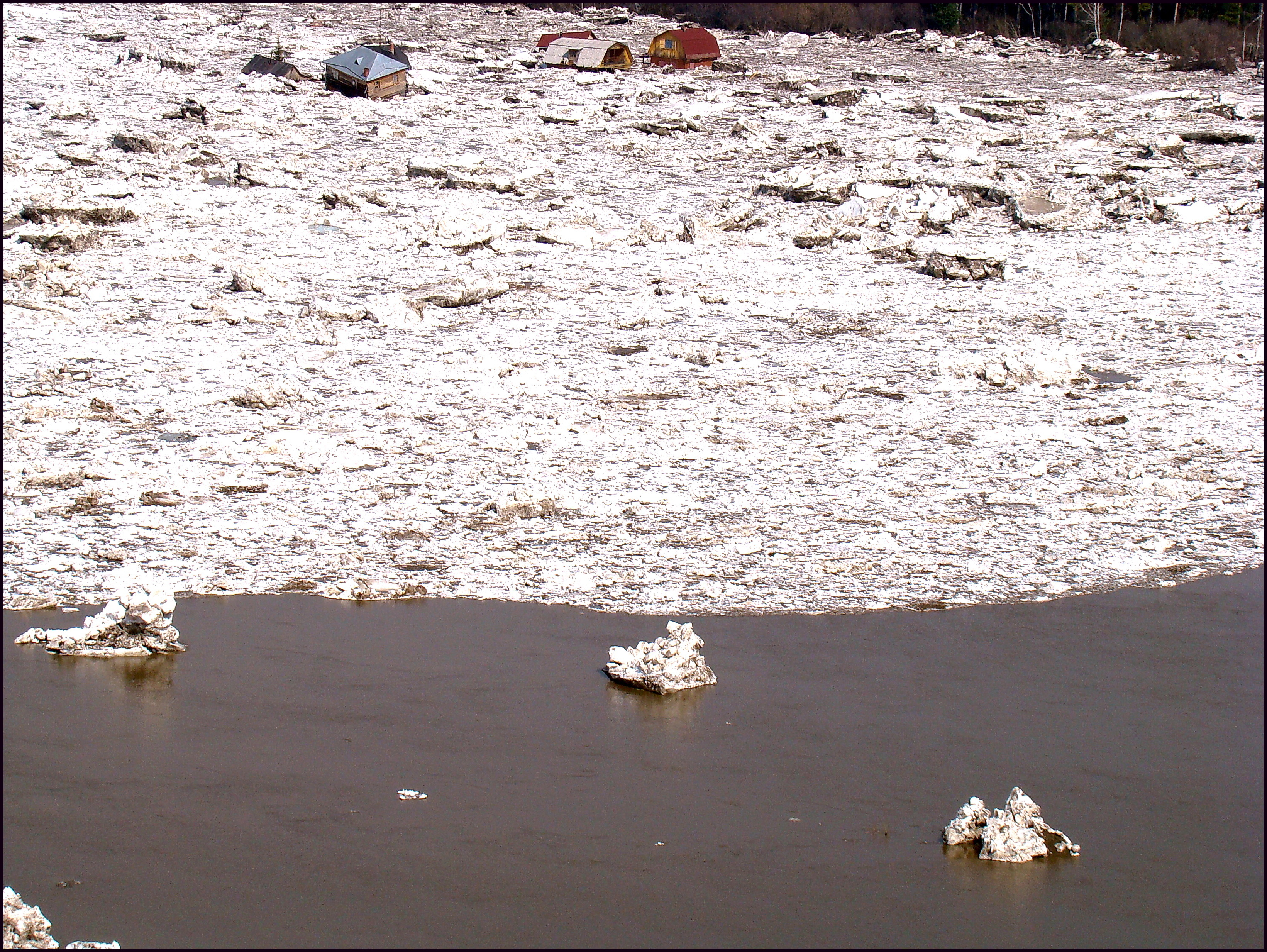
Аномально сложное прохождение ледохода 29 апреля 2010 года на реке Томь в Западной Сибири.
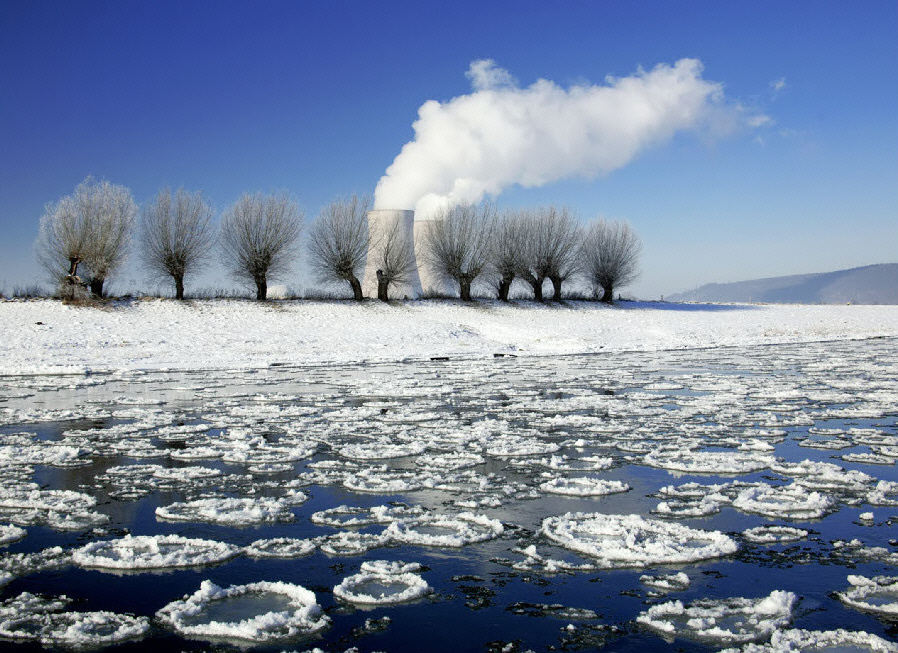
Ледоход на Везере, недалеко от АЭС Гронде
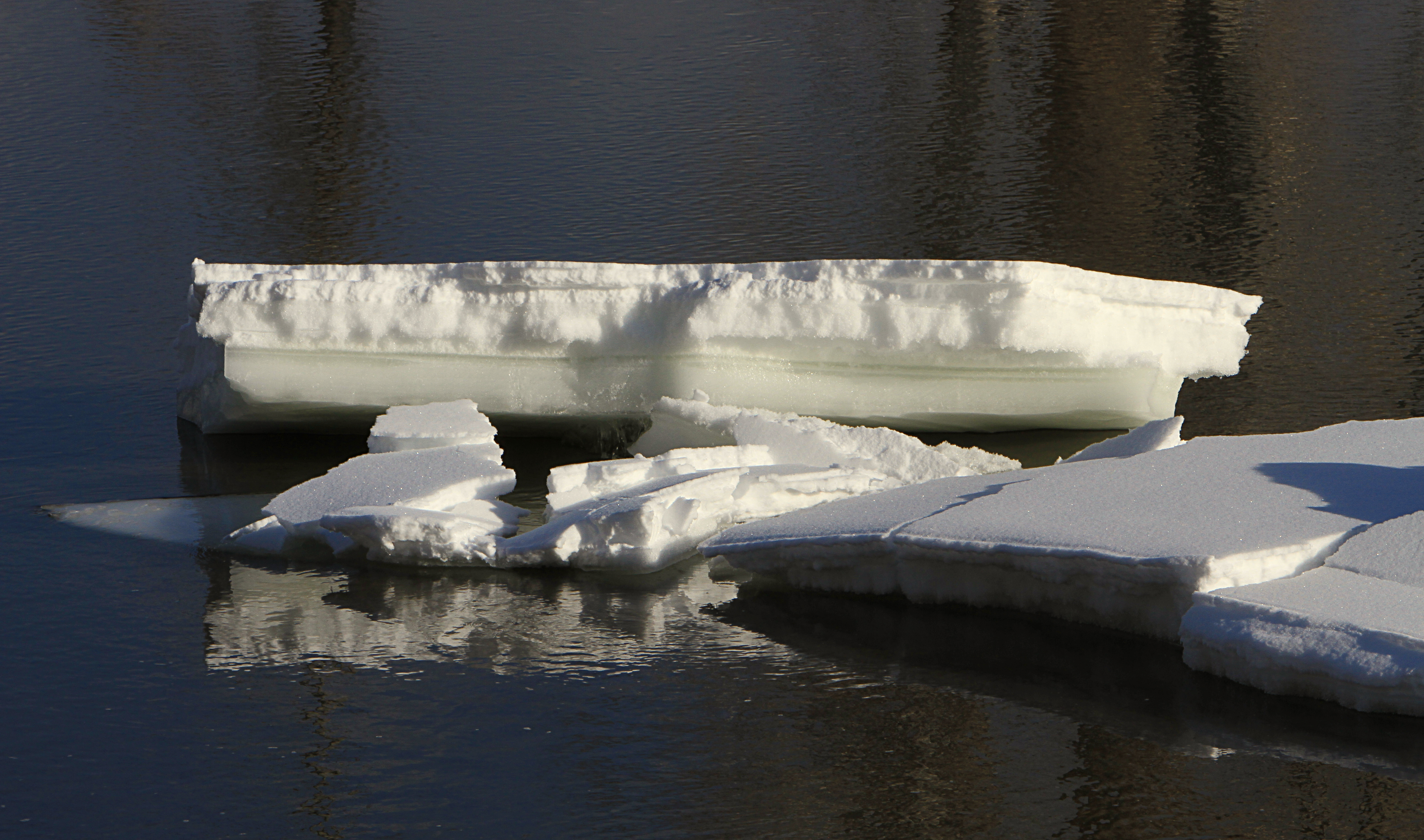
Глыба льда на реке Ламар в Йеллоустонском парке США